# ماريو بنيامين مينينديز
ماريو بنيامين مينينديز (بالإسبانية: Mario Benjamín Menéndez)‏ (و. 1930 – 2015 م) هو ضابط، وعسكري محترف من الأرجنتين ولد في بوينس آيرس.
```
ويحمل رتبة عسكرية 
فريق أول
 .
```